# Harpactea lepida
Harpactea lepida är en spindelart som först beskrevs av Carl Ludwig Koch 1838.  Harpactea lepida ingår i släktet Harpactea och familjen ringögonspindlar. Inga underarter finns listade i Catalogue of Life.